# Asticta obscurata
Asticta obscurata là một loài bướm đêm trong họ Erebidae.